# Winslow Homer

Porträtzeichnung von Joseph E. Baker 1857

Winslow Homer mit 27 Jahren

Winslow Homer (* 24. Februar 1836 in Boston, Massachusetts; † 29. September 1910 in Scarborough, Maine) war ein US-amerikanischer Zeichner und Maler.

## Leben

### Jugend und Ausbildung
Winslows Vater, Charles Savage Homer, verheiratet mit Henrietta Maria Benson, Tochter von John und Sarah (Buck) Benson, geboren 1809 in Bucksport, Maine, war Mitbesitzer des Eisenwaren-Geschäfts „Homer, Gray & Co., importers of hardware“ in Boston. Als 1849 Gold in Kalifornien entdeckt wurde, verkaufte sein Vater seinen Firmenanteil und begab sich auf den Weg nach Kalifornien für die Fremont Mining Company. Er belud in Boston ein Schiff, das via Kap Horn nach San Francisco segelte. Er selbst nahm den kürzeren Weg über den Isthmus von Panama. Er war insgesamt zwei Jahre von zu Hause weg, aber das Unternehmen war nicht erfolgreich. Winslow war der Zweitgeborene von drei Söhnen. Sein älterer Bruder Charles Savage Homer Jr. war zwei Jahre älter und sein jüngerer Bruder Arthur B. wurde fünf Jahre nach Winslow geboren. 1842 zog die Familie nach Cambridge, Massachusetts, wo Winslow aufwuchs. Die Absicht der Eltern war, ihren drei Söhnen eine gute Erziehung zu ermöglichen. Aber nur Charles schaffte es auf ein College und bis nach Harvard, wo er die Lawrence Scientific School 1855 mit einem S. B. abschloss.
Winslow besuchte die Washington Grammar School in der Brattle Street, nahe dem Harvard Square in Cambridge, und er begann schon früh mit dem Zeichnen. Seine Eltern ermunterten ihn dabei und sein Vater brachte ihm einmal aus Paris einen Satz Lithographien von Julian mit, der Abbildungen von Köpfen, Ohren, Nasen, Augen, Gesichtern, Häusern und Bäumen enthielt – alles, was einen jungen Zeichner erfreute.
1855 sah sein Vater eine Anzeige von John Bufford, einem Lithografen in Boston, der einen Lehrling mit Zeichentalent suchte. Nach einer Probezeit von zwei Wochen nahm Bufford ihn in die Lehre und verzichtete sogar auf das übliche Lehrgeld von 300 Dollar. Bufford verzierte hauptsächlich Notenblätter für die Firma Oliver Ditson in Boston. Winslows größte Arbeit waren Porträts des gesamten Senats von Massachusetts.
Als seine Lehrzeit nach zwei Jahren beendet war — an seinem 21. Geburtstag am 24. Februar 1857 —, mietete er ein Zimmer in der in Winter Street, in dem Gebäude, wo sich die Redaktion der Zeitschrift Ballou’s Pictorial, befand, an die er bald einige Zeichnungen verkaufte. 1858 begann er damit, seine Zeichnungen an Harper & Brothers in New York zu schicken, die gerade Harper’s Weekly gegründet hatten. Weil er keine Ausbildung als Maler hatte, wurde er damals noch nicht als großer Künstler angesehen. Seine ersten Arbeiten bei Harper’s Weekly bestanden darin, die Photos von Mathew Brady abzuzeichnen, um daraus Holzschnitte zu erstellen, die für den Druck der Zeitung geeignet waren.
Für die nächsten 17 Jahre war seine Haupteinnahmequelle der Verkauf von Zeichnungen an die wöchentlich erscheinenden Illustrierten, wie Harper’s Weekly, Frank Leslie’s Illustrated Weekly Newspaper oder Appleton’s Journal.

### Arbeit als freier Zeichner

Militärpass Winslow Homer ausgestellt vom Kommandeur der Militärpolizei in Washington am 1. April 1862

1859 zog er nach New York City. 1861 bezog ein Zimmer im Gebäude der New York University, wo er bis 1872 in einem Turmzimmer wohnte, das Zugang zu einem Flachdach – und damit Tageslicht – hatte. Danach zog er in das Tenth Street Studio Building, in Greenwich Village, der herausragenden Künstleradresse jener Zeit. Das Gebäude wurde 1858 von Richard Morris Hunt gebaut. In den 25 Ateliers lebte er mit seinen Künstlerkollegen, die fast alle Mitglieder der National Academy of Design waren, z. B. Albert Bierstadt, William Merritt Chase, John La Farge und Frederic Church. Er blieb hier wohnen bis zu seiner Abreise nach England.
Homer schrieb sich in die National Academy School ein für das Semester 1859–60 und erfuhr das ungewöhnliche Privileg, dass er direkt in die „Life class“ (lebende Modelle) aufgenommen wurde, ohne dass er seine Eignung in der Antik Klasse (Kopieren von Statuen) beweisen musste. 1860–1861 und 1863–64 schrieb er sich noch einmal für die Semester der Abendschule unter Thomas Seir Cummings (Founder 1826) ein. Außerdem nahm er 1861 einmal wöchentlich sonnabends Privatunterricht bei Frederic Rondel, der ihn lehrte, wie er seinen Pinsel zu führen und die Palette zu halten hat. Er lieferte weiterhin zahlreiche Illustrationen für Bücher und Zeitschriften. Während des Jahres 1861 konnte man schon eine Veränderung in Homers Arbeiten erkennen, als er beauftragt wurde, Abraham Lincolns Amtseinführung in Washington D.C. festzuhalten. 1865 wurde Winslow Homer zum Mitglied der National Academy gewählt.
Beim Ausbruch des Amerikanischen Bürgerkriegs machte Homer zwischen 1861 und 1865 mehrere Reisen an die Kriegsfront in Virginia. Ausgestattet mit einem Brief von Fletcher Harper, den Herausgeber von Harper’s Weekly, der ihn als einen „Besonderen Künstler“ (heute wahrscheinlich Presseausweis) auswies, war Homer in der Lage, sich durch die Frontlinien zu bewegen und Zugang zu der Armee vom Potomac zu erlangen. Anfang April 1861 war er in Alexandria und wurde Zeuge der Einschiffung der Armee an Bord des Dampfers, der sie auf die Halbinsel in der Nähe von Richmond übersetzen würde, in der Vorbereitung für General George B. McClellan lang erwarteter Frühjahrsoffensive. Eine Zeichnung, die er von dem 6. Pennsylvania-Kavallerie-Regiment der Union anfertigte – das einzige Regiment der Union, das Lanzen trug –, gab Zeugnis von Homers Blick für das Ungewöhnliche und das Dramatische.
Er erhielt einen Militärpass für Virginia, ausgestellt auf Winslow Homer am 1. April 1862, vom Büro des Kommandeurs der Militärpolizei im Washington.
Homer segelte mit der Armee auf dem Potomac River in Richtung der Festung Monroe und Yorktown in die Region Tidewater. Mit Feder und Tinte, Bleistift und weißem Papier versorgt, blieb Homer etwa zwei Monate bei der Armee. Während dieser Zeit hat die Belagerung von Yorktown stattgefunden und die Schlacht von Fair Oaks wurde gekämpft. Bis auf das, was in seinen Zeichnungen wiedergegeben ist, hat Homer nie Aufzeichnungen über seine Bewegungen gemacht. Doch die Korrespondenz von einem Bekannten, Oberstleutnant Francis Channing Barlow der 61. New York Infanterie, hat darauf hingewiesen, dass Homer zumindest zeitweise bei der 61. im Lager war. Homer selbst weist subtil auf diese Verbindung in mindestens zwei seiner Werke hin, in denen die Zahl „61“ auf einem Rucksack erscheint.
Basierend auf Beweisen in zwei anderen Werken, den Gemälden The Briarwood Pipe (1864)  und Pitching Horseshoe (1865) – kam Homer irgendwann auch in Kontakt mit dem fünften New York Infanterie-Regiment, auch bekannt als „Duryee Zouaves“. Bekannt als „das beste und disziplinierteste Regiment“  in der Armee von General McClellan, trugen sie die unverwechselbaren Zouave Uniformen: leuchtend rote Hosen, roten Fez und dunkelblaue, kragenlose Jacken. Homer machte Skizzen von diesen farbenfroh gekleideten Soldaten, voll bewusst, dass diese Arbeit ein Potenzial für „zukünftige Größe“ hatte.
Viele der von ihm gemalten Szenen aus dem Feldlager beleuchten die körperliche und psychische Lage der einfachen Soldaten. Er erhielt für diese frühen Werke nationalen Beifall, sowohl für die Ausdruckskraft als auch die Technik seiner Bilder. Home, Sweet Home wurde 1883 in New York ausgestellt und fand schnell einen Käufer. Der Titel des Bildes bezieht sich auf ein Lied, das oft von der Militärkapelle gespielt wurde, die im Hintergrund abgebildet ist. Das jetzige „Heim“ der Soldaten ist das Feldlager, in dem ein Kessel auf dem rauchenden Feuer steht und Zwieback auf einem Blechteller liegt. Auch Homer musste kochen und waschen, wenn er an der Front war und mit beabsichtigter Ironie nannte er sein Bild „Sweet Home“.

### In Paris

Winslow Homer mit 31 Jahren in Paris

Danach malte er weitere Ölbilder, Gefangene von der Front (1866) fand breite Aufmerksamkeit. Dieses Bild von ihm wurde in der Pariser Ausstellung von 1866 ausgestellt. Dies nahm er zum Anlass, 1867 nach Paris zu reisen. Zwar gab es wenig Kontakt zu Mitgliedern der Französischen Avantgarde, aber gemeinsame Interessen mit Homer, ihre Faszination für Serienbilder, und ihren Wunsch, in der Freilichtmalerei das besondere Licht einzufangen und in flachen und einfachen Formen zu integrieren (verstärkt durch ihre Wertschätzung japanischer Design-Prinzipien) sowie eine freie Pinselführung lernte er hier kennen. Außer zwei Zeichnungen von Bällen und einer aus dem Louvre ist nichts weiter bekannt über seinen Pariser Aufenthalt.
Homers Nachkriegswerke zeigen das Leben auf dem Land und in den Badeorten. Seine Palette weist helle Farben auf und seine Bilder einen freieren Pinselstrich sowie sein Interesse an den Auswirkungen des Lichts. Sein Lieblingsmotiv in den 1870er Jahren ist die einsame weibliche Figur, oft in Gedanken versunken.
Homer begann ab 1873 Aquarelle zu malen und stellte alljährlich in der Gesellschaft der Aquarellmaler und der Brooklyn Art Association sowie in der National Academy seine Genrebilder aus, die sich in ihrem Realismus durch frappante Charakteristik der Gestalten und originelle Pointen, aber auch durch eine zu große Kühnheit und Breite der Behandlung auszeichnen, was den Details oft abträglich ist.

### In den Adirondacks
Homer kam das erste Mal 1874 nach Keene Valley, das nach dem Bürgerkrieg eine Künstlerkolonie geworden war, mit zwei seiner Malerkollegen, Eliphalet Terry und John Lee Fitch. Zu jener Zeit war es nur eine Lichtung in der Wildnis mit einem Bauernhof, der einer Familie Baker gehörte, die sich 1854 hier niedergelassen hatte. Terry malte 1859 ein Bild von der Lichtung. Bakers Tochter Juliette führte ein Tagebuch von 1865 bis 1886, so dass Homers Besuche aufgezeichnet sind. Im September 1870 war Homer wieder hier. Andere Maler hier waren Roswell Shurtleff, Arthur and Ernest Parton, Carleton Wiggins, George McCord, Alexander Helwig Wyant und einige andere. Homers bekannteste Ölbilder aus der Zeit waren Adirondack Lake 1870 und The Two Guides. Am 24. Dezember 1870 veröffentlichte er in „Every Saturday“ seine Zeichnungen The Woodcut und Trapping in the Adirondacks.
Nach 1886, das Jahr, in dem das Land gekauft wurde, um den „North Woods Club“, zu dessen Gründungsmitgliedern Charles und Winslow Homer gehörten, gibt es ein Clubregister mit Einträgen über Homers Aufenthalte, alle in seiner Schrift. Der letzte Eintrag ist vom 25. Juni 1908 in zittriger Schrift, da er im Frühjahr einen Schlaganfall erlitten hatte. Homer vermerkt darin, dass er einen Bär geschossen habe.
Während seine Malerkollegen eine Panorama-Landschaft mit einem See und den Bergen malten, stellte Homer immer eine menschliche Figur in den Vordergrund vor einem imposanten Hintergrund.
Winslow und sein Bruder Charles waren schon als Jugendliche zum Bergsteigen und Zelten unterwegs. Jetzt waren sie passionierte Fliegenfischer. Sie unternahmen zusammen viele Angelreisen, bei warmen Wetter zu dem „North Woods Club“ in den Adirondacks sowie dem exklusiven „Torelli Fish and Game Club“ in der Provinz Québec. In den Wintermonaten waren sie auf dem Saint John River in Florida oder später den Bahamas zu finden. Glücklicherweise war Homer in der Lage seine Leidenschaft mit seiner Kunst zu vereinbaren. Er war sich bewusst, dass seine Aquarelle über das Fischen nur für bestimmte männliche Kunden von Interesse waren, die ebenfalls begeisterte Angler waren.
Mit Unterbrechungen kam Homer über 38 Jahre lang in die Adirondacks, zum Jagen, Fischen und Malen.

Portraitaufnahme vom Studio Sarony 1878

Heute wissen wir, dass die Figuren in dem Gemälde die beiden Bergführer Orson „Old Mountain“ Phelps, den kleineren, älteren und seinerzeit sehr bekannten Führer, und Charles Monroe Holt, den jüngeren größeren, darstellen. Beide waren aus Keene Valley, N.Y. Als das Bild zum ersten Mal in der jährlichen Ausstellung der National Academy of Design 1878 ausgestellt war, wurde es nicht gut aufgenommen. Die Kritiker fanden das Gemälde „schlampig, nachlässig, unvollkommen“ und so verschwand es beinahe 15 Jahre lang in der Versenkung.
Während dieser Jahre jedoch hatte sich Homer weiter entwickelt und der Impressionismus hatte auch Amerika erreicht. Als The Two Guides 1890 noch einmal gezeigt wurde, hatte sich der Publikumsgeschmack verändert. Die Kritiker – darunter einige, die es vorher noch verdammt hatten – waren nunmehr voll des Lobes.
Thomas B. Clarke, ein Sammler von Homers Bildern, war von dessen Wert überzeugt und er kaufte das Gemälde für ungefähr 200 bis 1000 Dollar. Clarke verkaufte das Bild später an Robert Sterling Clark für nachweislich 10.000 Dollar, weil er Homer für den größten amerikanischen Künstler hielt.

### In England
Im Jahr 1881 reiste er auf seiner zweiten und letzten Auslandsreise nach England. Nach kurzem Aufenthalt in London ließ er sich in Cullercoats, einem Fischerdorf in der Nähe von Tynemouth an der Nordsee nieder und blieb dort vom Frühjahr 1881 bis November 1882. Er wurde empfindsam für das anstrengende und mutige Leben seiner Bewohner, vor allem der Frauen, die er dargestellt hat beim Tragen von Körben und Säubern der Fische, Flicken der Netze, und am treffendsten, wie sie am Rande des Wassers stehen und auf die Rückkehr ihrer Männer warten. Als der Künstler nach New York zurückkehrte, hatten sich er und seine Kunst sehr verändert.
Im Sommer 1883 hielt er sich in Atlantic City (New Jersey) auf, als er die Seenotretter beobachten konnte. Daraus resultierten zwei bedeutende Ölgemälde. Das erste war The Life Line, das 1884 auf der jährlichen Ausstellung der Academy gezeigt wurde und durch Homers neue, kräftige Art des Malens überraschte. Das Gemälde wurde von Catherine Lorillard Wolfe für 2.500 Dollar während des Empfangs zur Ausstellung gekauft. Dieser Kauf blieb nicht unbeachtet, zumal es die erste amerikanische Arbeit war, die in Miss Wolfs Sammlung aufgenommen wurde. Das zweite Gemälde, Undertow (Sog), war ebenfalls ein großer Erfolg, als es 1887 in der National Academy gezeigt wurde.
Seit Winter 1872 lebten Homers Eltern in New York. Einige Wochen nach Homers Triumph in der Jahresausstellung von 1884 starb seine Mutter. Nach ihrer Beerdigung in Boston fuhr Homer mit seinem Vater umgehend nach Prouts Neck, wo sein Bruder Arthur lebte. Sein Vater kehrte nicht zurück nach New York, sondern lebte im Winter in einem Hotel in Boston und den Sommer über in Prouts Neck. Homer brauchte nun nicht länger in New York zu sein, um nach seinen Eltern zu sehen oder seinen Ruf als Maler zu festigen. Obwohl er New York und Boston öfter besuchte, machte er Ende 1884 Prouts Neck mit dem Atelier zu seinem Wohnsitz.

### Prouts Neck, Maine

Homers Atelier mit Blick auf das Meer

Homer mit 72 Jahren nach einem Schlaganfall 1908

Winslows Bruder Arthur B. hatte die Halbinsel Prouts Neck in Maine (in Scarborough) auf seinen Flitterwochen 1875 entdeckt und verbrachte von dem Jahr an regelmäßig die Sommermonate dort. Später gesellten sich sein Vater und sein Bruder Charles dazu. Winslow hatte sie besucht, bevor er sich entschloss, ein Cottage und ein Atelier zu bauen, um sich für immer in Prouts Neck niederzulassen. Die Homers kauften das meiste Land an der Seeseite auf und machten sich daran, den Ort zu einem Urlaubsort zu entwickeln, mit dem Ergebnis, dass es 1910 siebenundsechzig Häuser und sieben Hotels auf Prouts Neck gab.
Im Jahr 1883 zog Homer nach Prouts Neck und lebte bis zu seinem Lebensende auf dem Anwesen seiner Familie in der von dem Architekten John Calvin Stevens zum Atelier umgebauten ehemaligen Remise – nur fünfundsiebzig Meter vom Meer entfernt.
Fast jeder andere hätte eine Stadtwohnung unterhalten, um andere Künstler zu treffen oder zu sehen, wie sich die Szene entwickelte. Nicht aber Homer. Ab 1888 stellte er nicht mehr aus oder schenkte den Einladungen, die er erhielt, kaum Aufmerksamkeit. Die meisten seiner Bilder, die danach ausgestellt wurden, gehörten entweder Kunsthändlern oder Sammlern. Um als Preisrichter bei einer Ausstellung mitzuwirken, verließ er hin und wieder sein Refugium. Aber den jüngeren Künstlern war er nicht mehr bekannt.
Er lebte allein, kochte für sich – ziemlich gut, so wird gesagt – und beschäftigte einen Mann, der jeden Morgen kam, um die Hausarbeit zu erledigen. Er beschäftigte sich gern mit Handarbeit, baute Mauern, eine Hundehütte und arbeitete in seinem Garten. Er hatte einen Garten mit alten Blumensorten und einen Gemüsegarten. Einmal baute er Tabak an mit der Absicht, seine eigenen Zigarren herzustellen. An solch einem Ort konnte Homer kaum als Eremit leben – wie die Legende ihm zuschreibt –, aber er schottete sich wirkungsvoll gegen professionelle Gesellschaft ab und mit zunehmendem Alter erhielten immer weniger Menschen Zutritt zu seinem Studio. Wenn Prouts Neck ihm zu voll mit Sommergästen wurde, entfloh er nach Florida oder auf die Bahamas und kehrte mit wunderbaren Aquarellen im März zurück.
Inspiriert von der rauen Schönheit der Küste von Maine, veränderte sich Homers Kunst dramatisch in Thema und Stimmung. Er schuf monumentale Meeres-Erzählungen und Seestücke, er untersuchte den Kampf des Menschen auf Leben und Tod gegen das Meer und die elementare Kraft der Natur. Unter kräftiger Pinselführung und genau beobachtetem Realismus gemalt, fangen diese späten Bilder die titanische Kraft der Wellen ein, die gegen die felsige Küste zu unterschiedlichen Jahreszeiten und klimatischen Bedingungen schlugen.
1893 stellt er in der Portland Society of Art zum ersten Mal (später das Portland Museum of Art) sein Ölgemälde Notsignal aus. Im gleichen Jahr besuchte er Québec zum ersten Mal und stellte auf der Weltausstellung in Chicago aus. Die Sensation der Ausstellung war, dass die große Fontäne Frederick William MacMonnies am Abend durch Licht beleuchtet wurde. Diesen Augenblick hat Homer in seinem Gemälde The Fountains at Night, World's Columbian Exposition festgehalten mit der Fontäne, Pferden und einer Gondel im Vordergrund.
1865 wurde er zum Mitglied der National Academy of Design (N.A) und 1905 in die American Academy of Arts and Letters gewählt.
Er war Mitglied der Century Association (Ges. für Kunst und Literatur) von 1865 bis zu seinem Tod 1910.
Homer starb 1910 im Alter von 74 Jahren in seinem Atelier von Prouts Neck im Beisein seiner beiden Brüder. Er wurde im Mount Auburn Cemetery in Cambridge, Massachusetts beigesetzt.

## Erinnerungsstätte
1996 wurde das Winslow Homer Studio ein National Historic Landmark.
Am 31. Januar 2006 kaufte das Portland Museum of Art von Charles „Chip“ Homer Willauer, dessen Urgroßonkel Winslow Homer war, das Atelier für ca. 1,9 Millionen US$. Nach den Renovierungsarbeiten konnte am 25. September 2012 das Atelier für die Öffentlichkeit freigegeben werden. Wenn man heute den Balkon von seinem Atelier betritt, kann man das Haus sehen, in dem sein Vater Charles Homer Sr. wohnte und später auch sein Bruder Charles Jr. und dessen Frau Mattie, der Homer sehr zugetan war.

## Briefmarken
2010 ehrte das U.S. Post Office Department Winslow Homer mit der Ausgabe einer 44-Cent-Briefmarke, auf der sein Gemälde Boys in a Pasture (Jungen auf der Wiese) abgebildet war. Dies war Homers dritte Abbildung auf einer U.S.-Briefmarke. 1962 erschien die erste Briefmarke mit Breezing Up (Der Wind frischt auf). Auf der Marke von 1998 war sein Gemälde The Fog Warning (Nebelwarnung) zu sehen.

## Gemälde-Auswahl

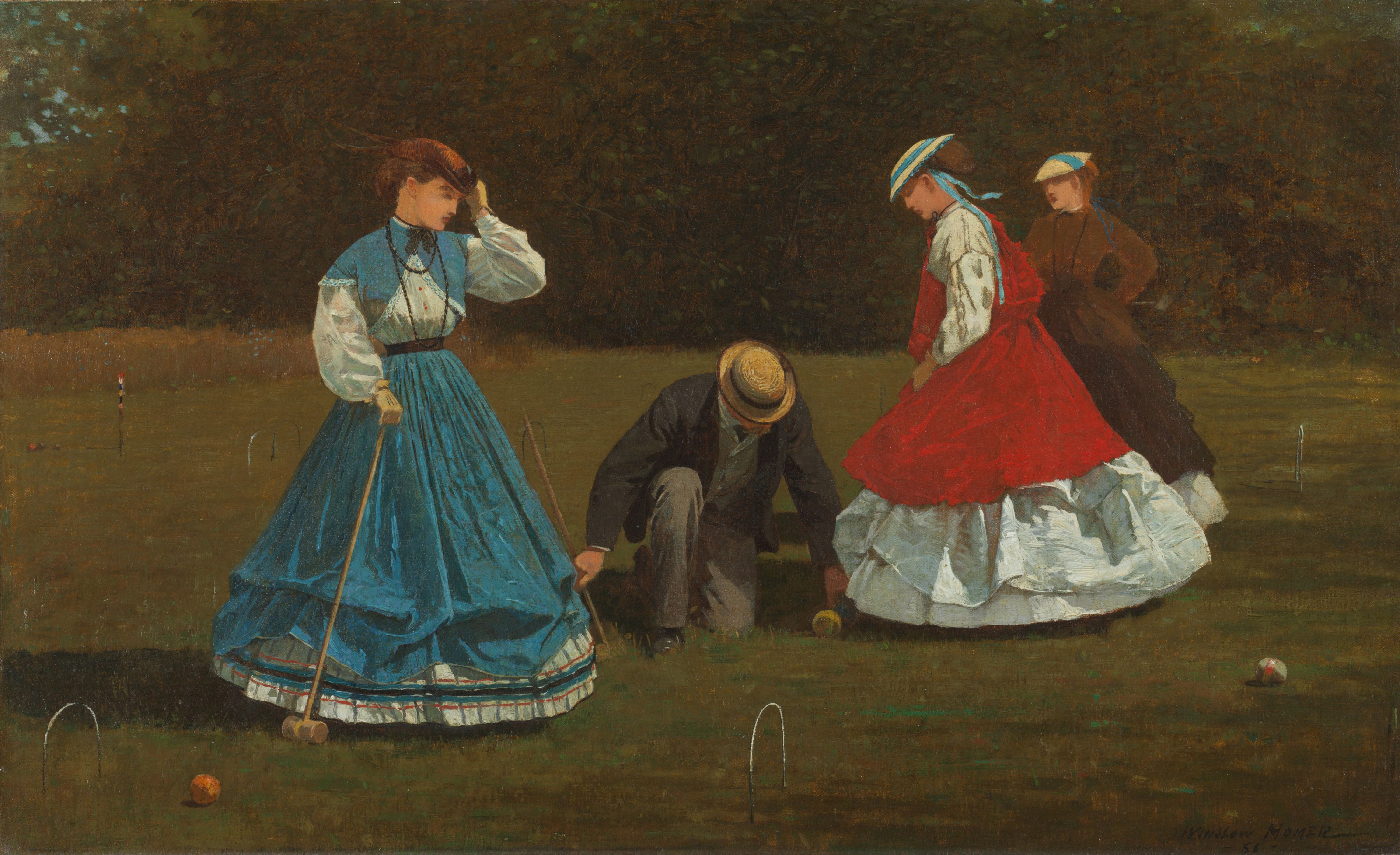
Croquet Scene, 1866
Breezing Up, 1876
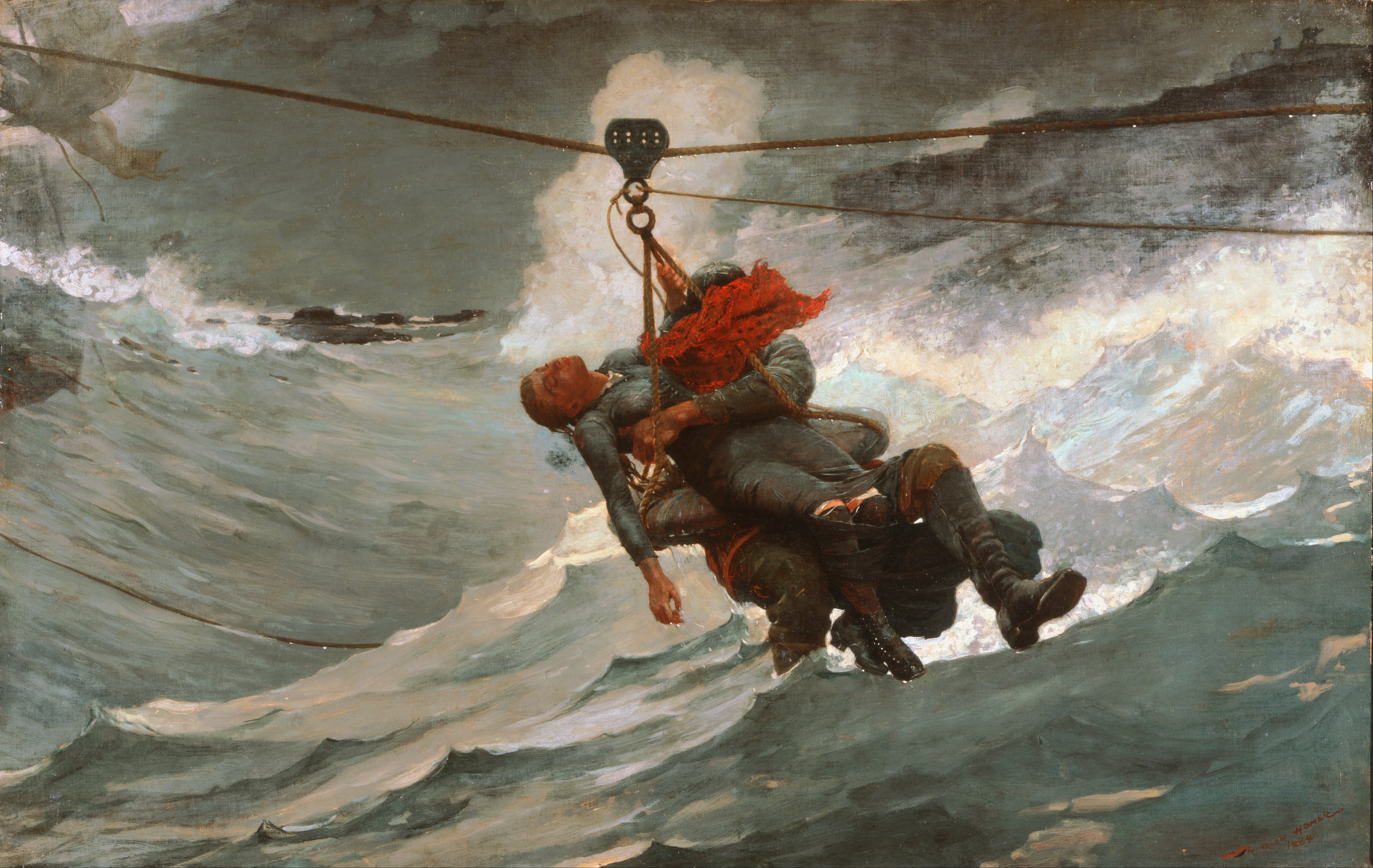
The Life Line, 1883 beobachtete Homer in Atlantic City die Vorführung einer Seenot-Rettung mit einer Hosenboje
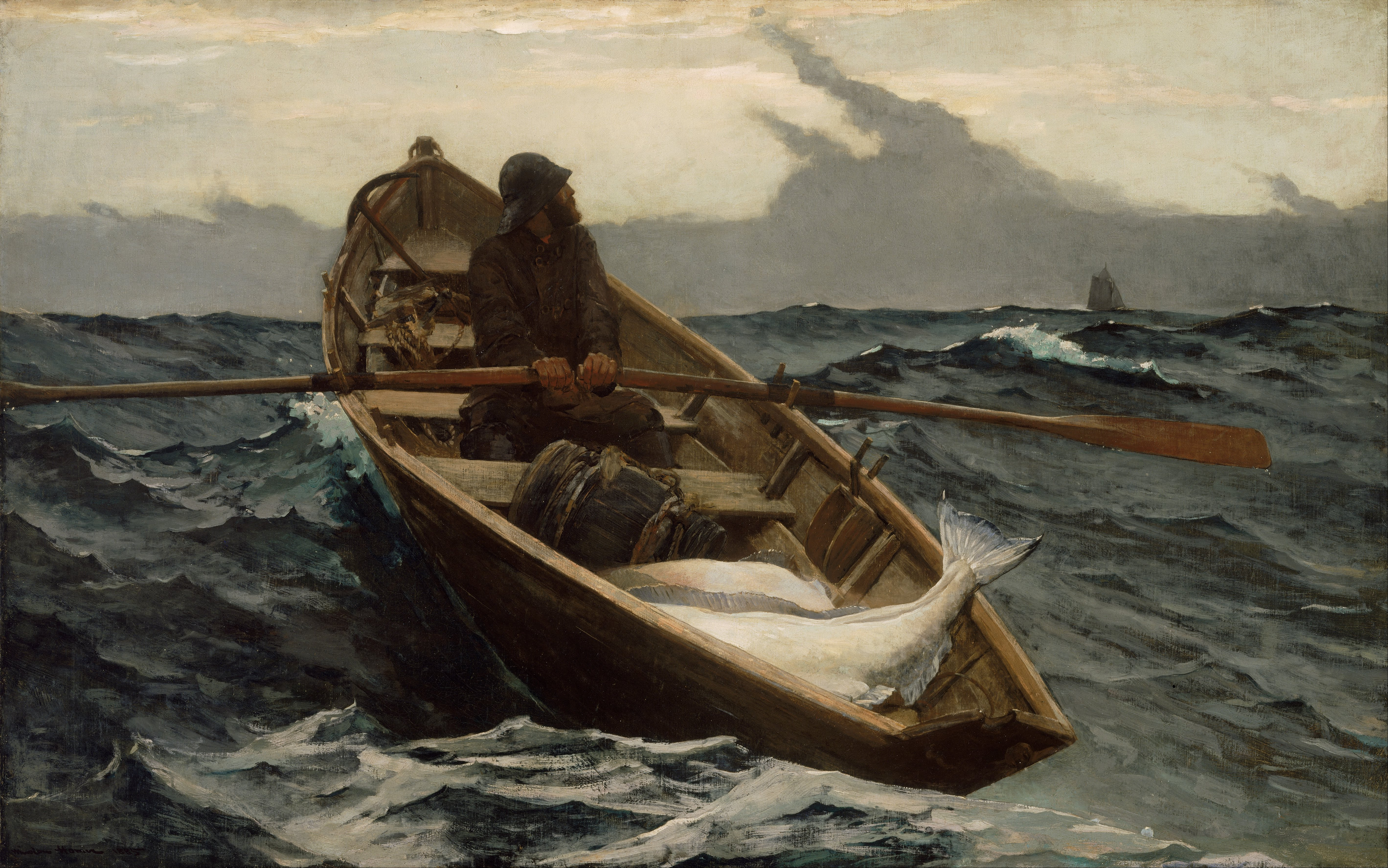
The Fog Warning, 1885
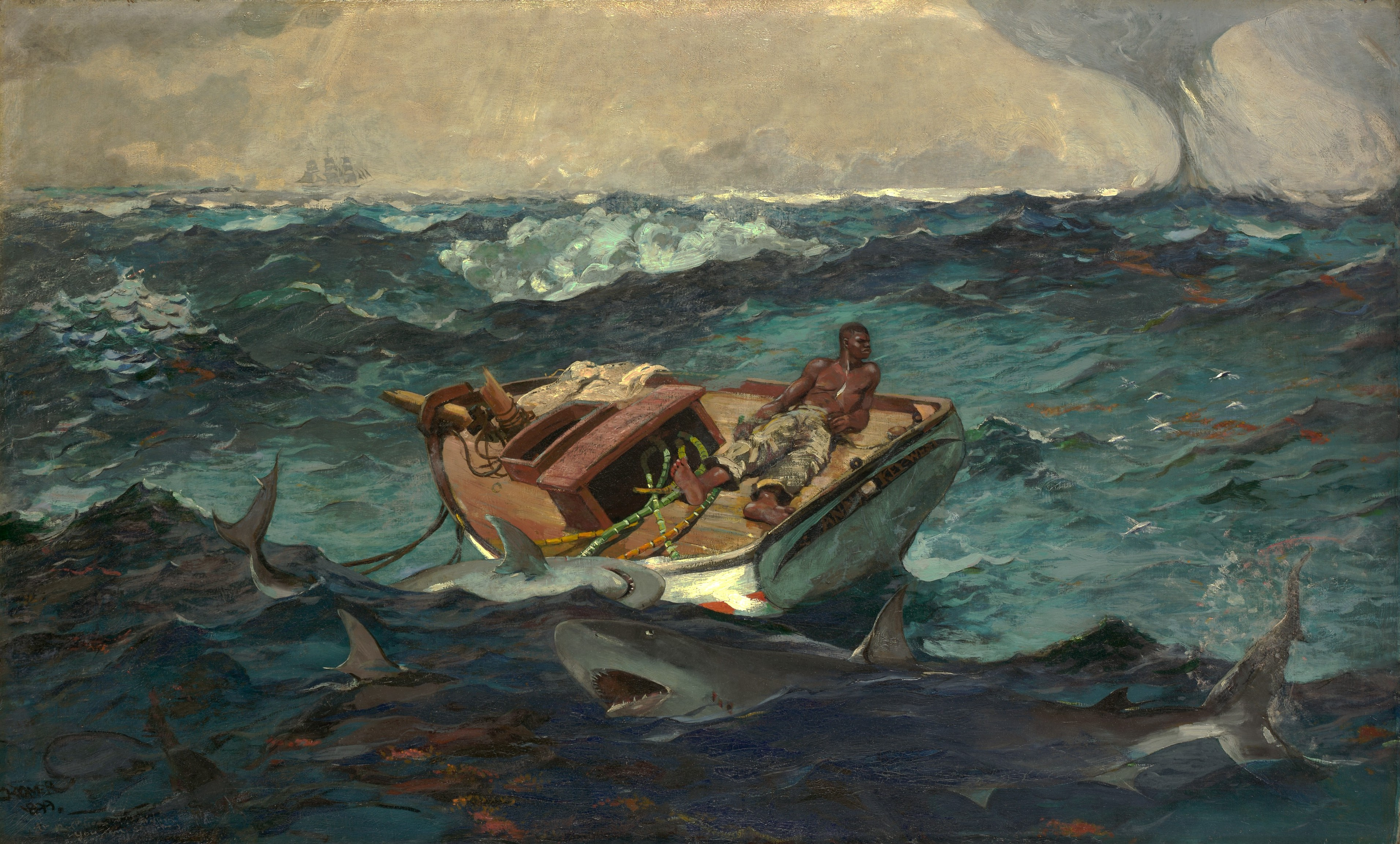
Gulf Stream, 1889
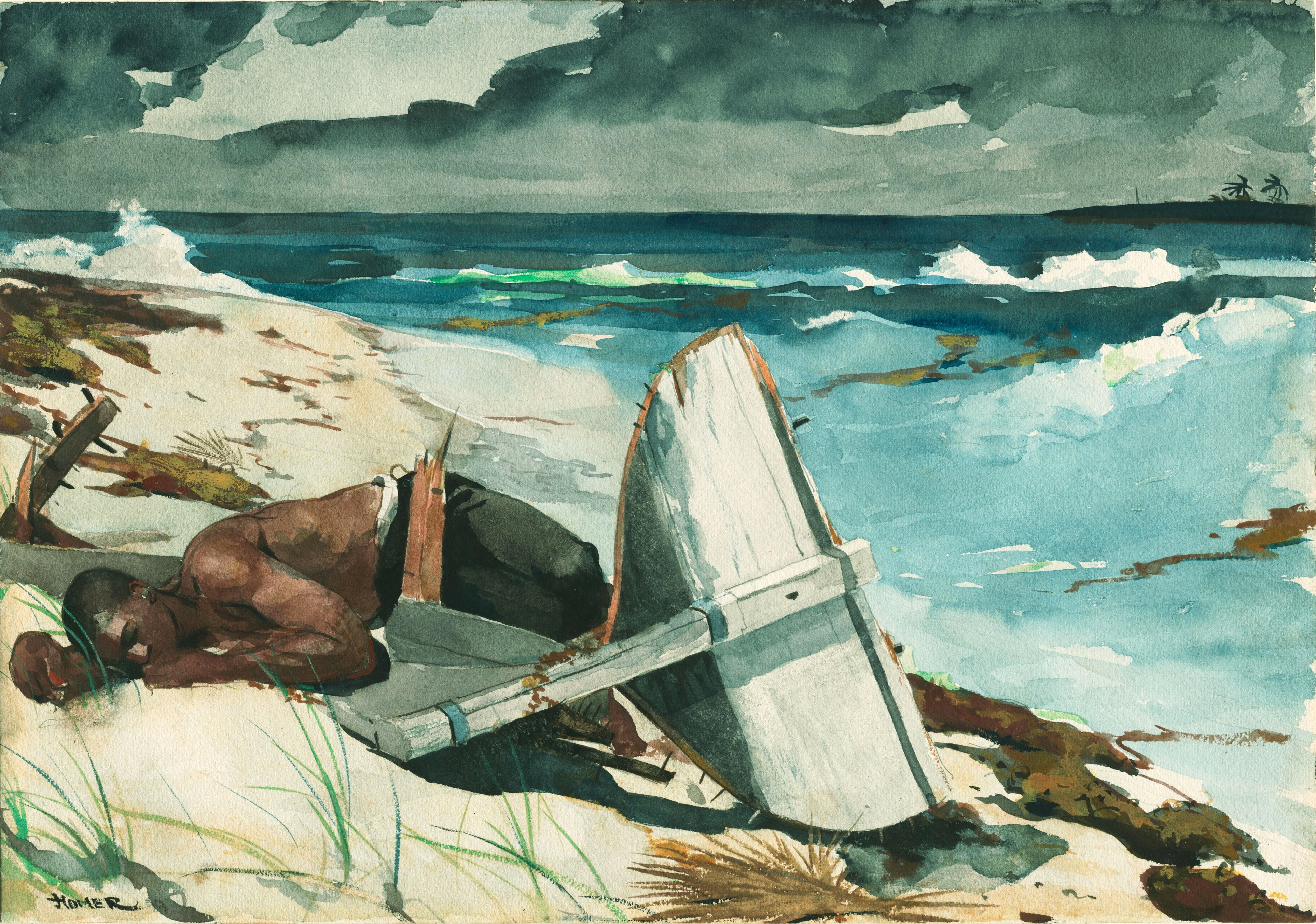
After the Hurricane, Bahamas, 1899
Right and Left, 1909 (Entenjagd)
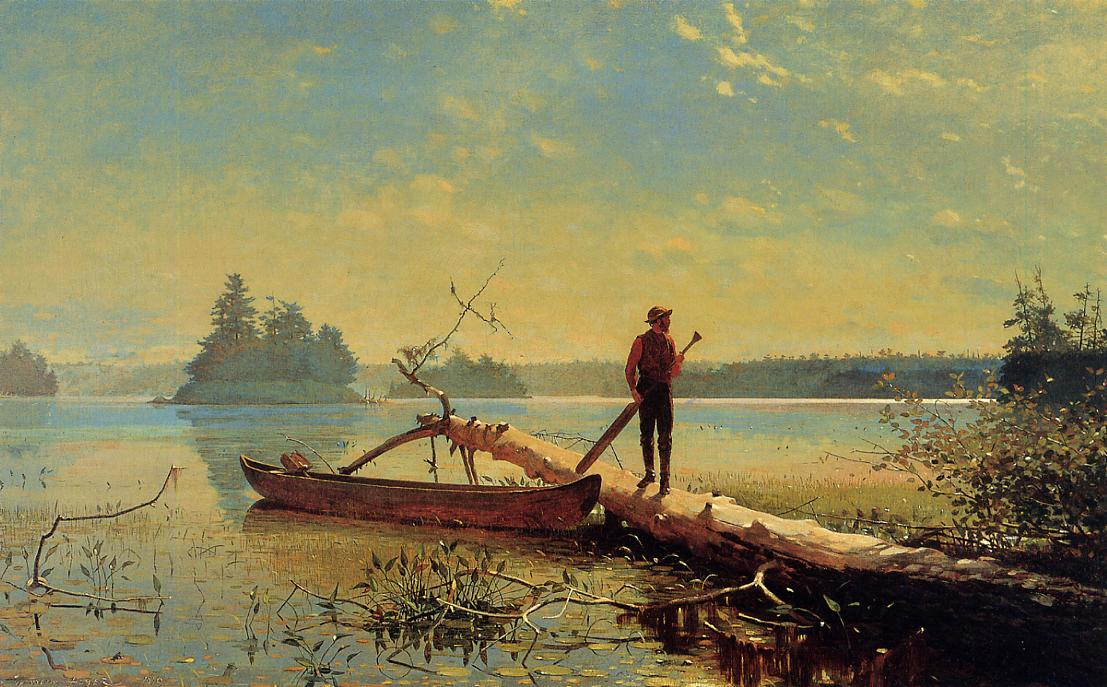
An Adirondack Lake, 1870. Henry Art Gallery, Seattle, Washington

## Sammlung Aquarelle im Metropolitan Museum of Art, New York (Auswahl)

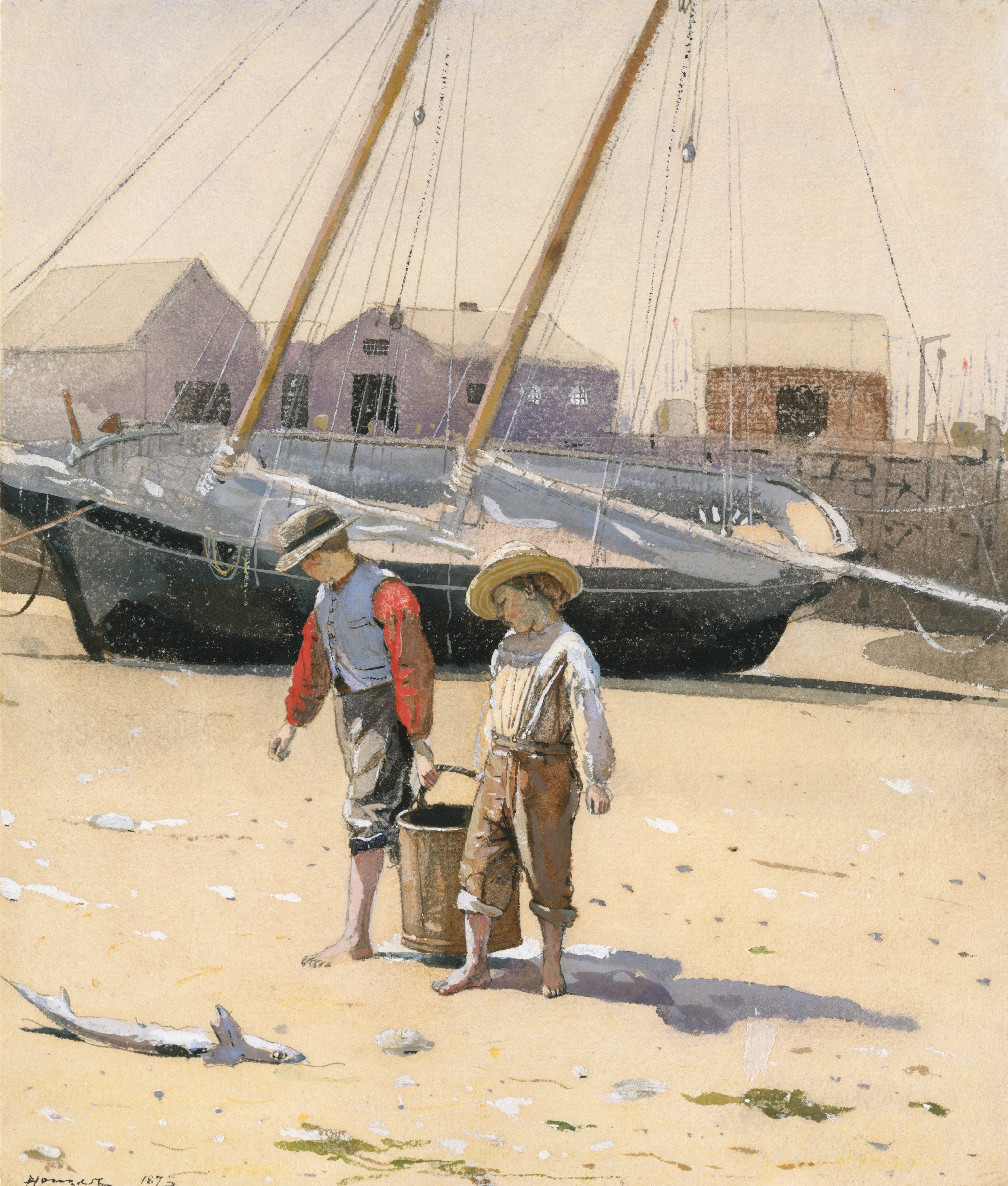
A Basket of Clams, 1873 (29,2 × 24,8 cm)
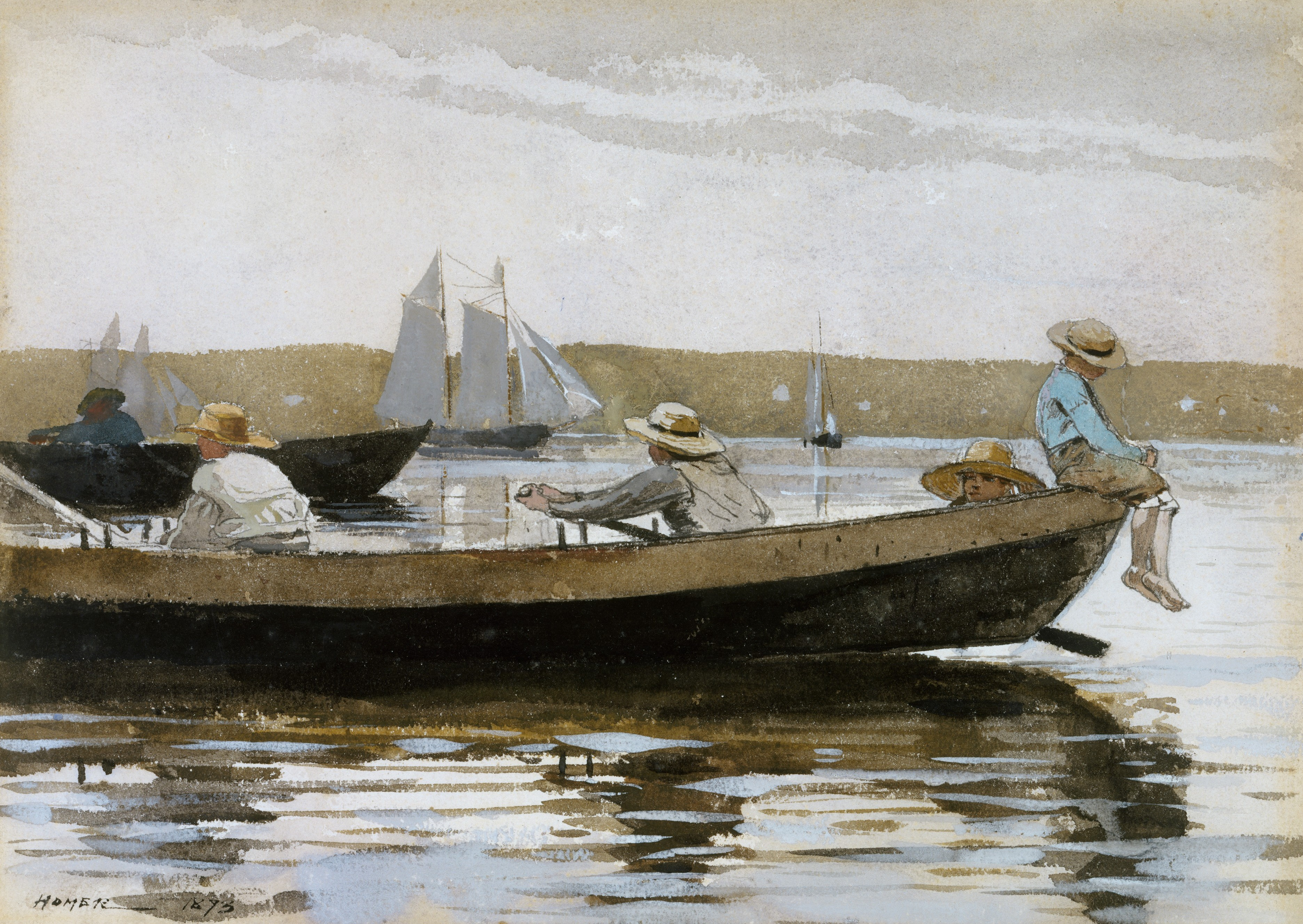
Boys in a Dory, 1873 (24,8 × 35,2 cm)
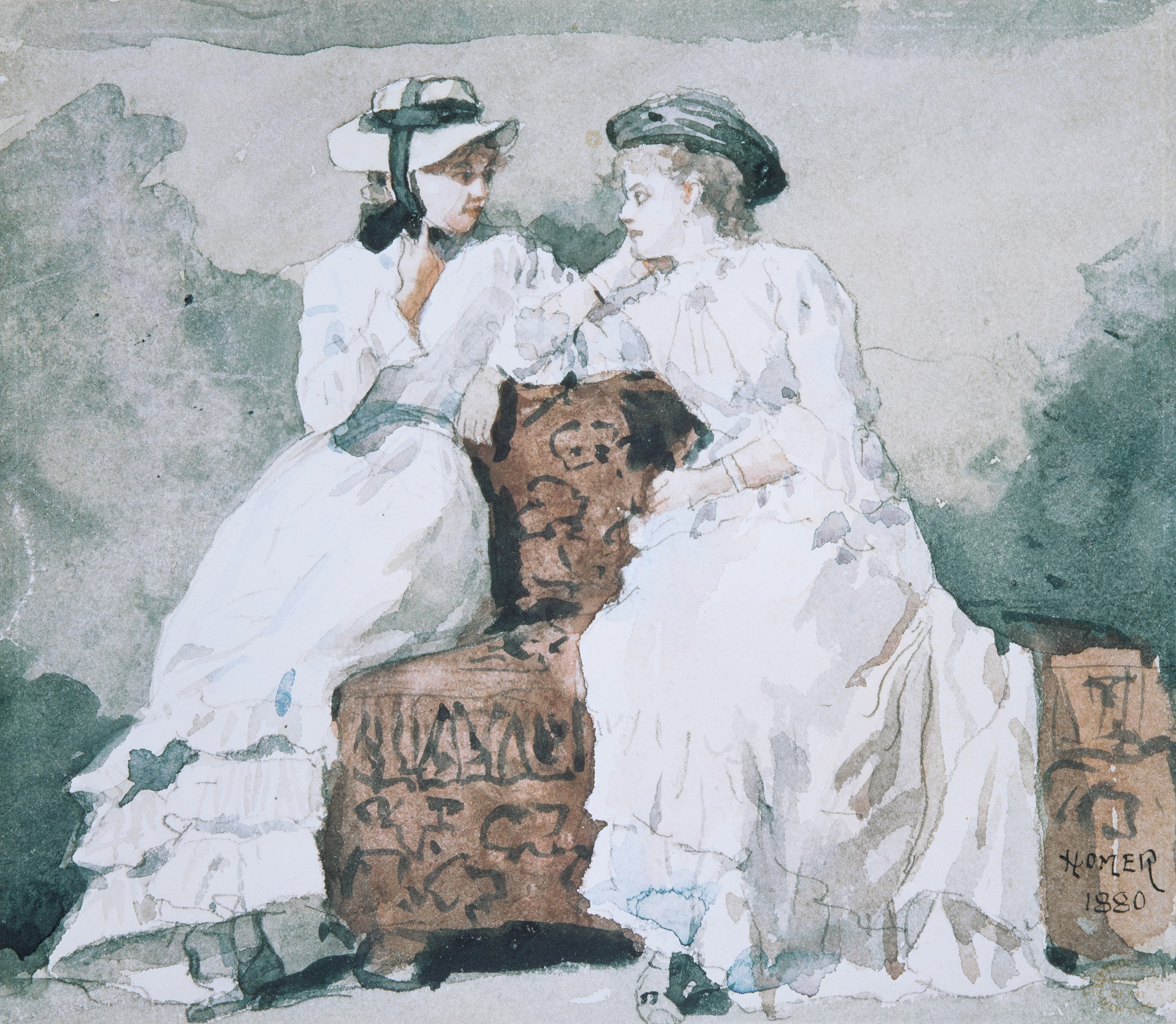
Two Ladies, 1880 (17,6 × 20,2 cm)
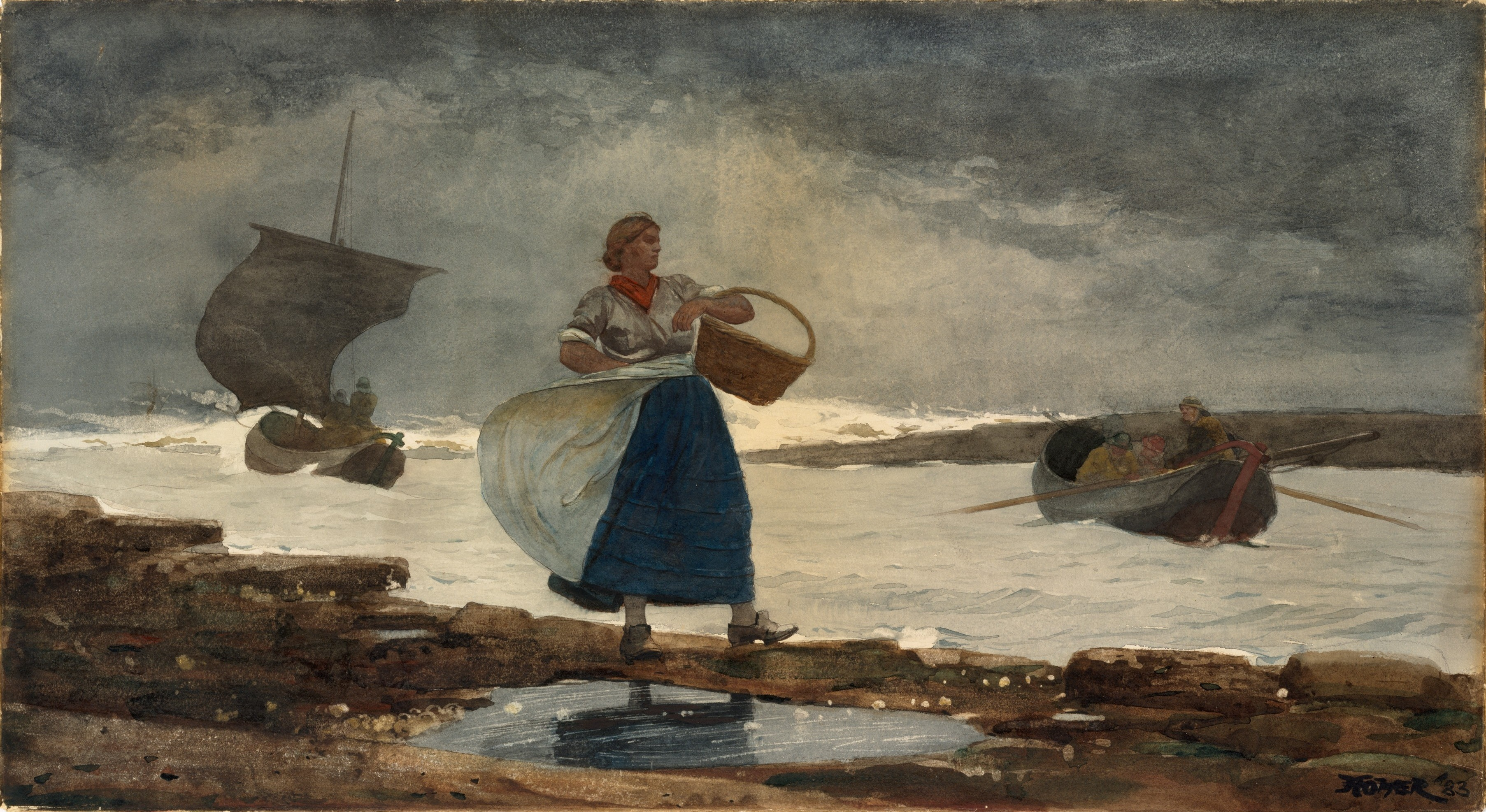
Inside the Bar, 1883 (40,6 × 73,7 cm)
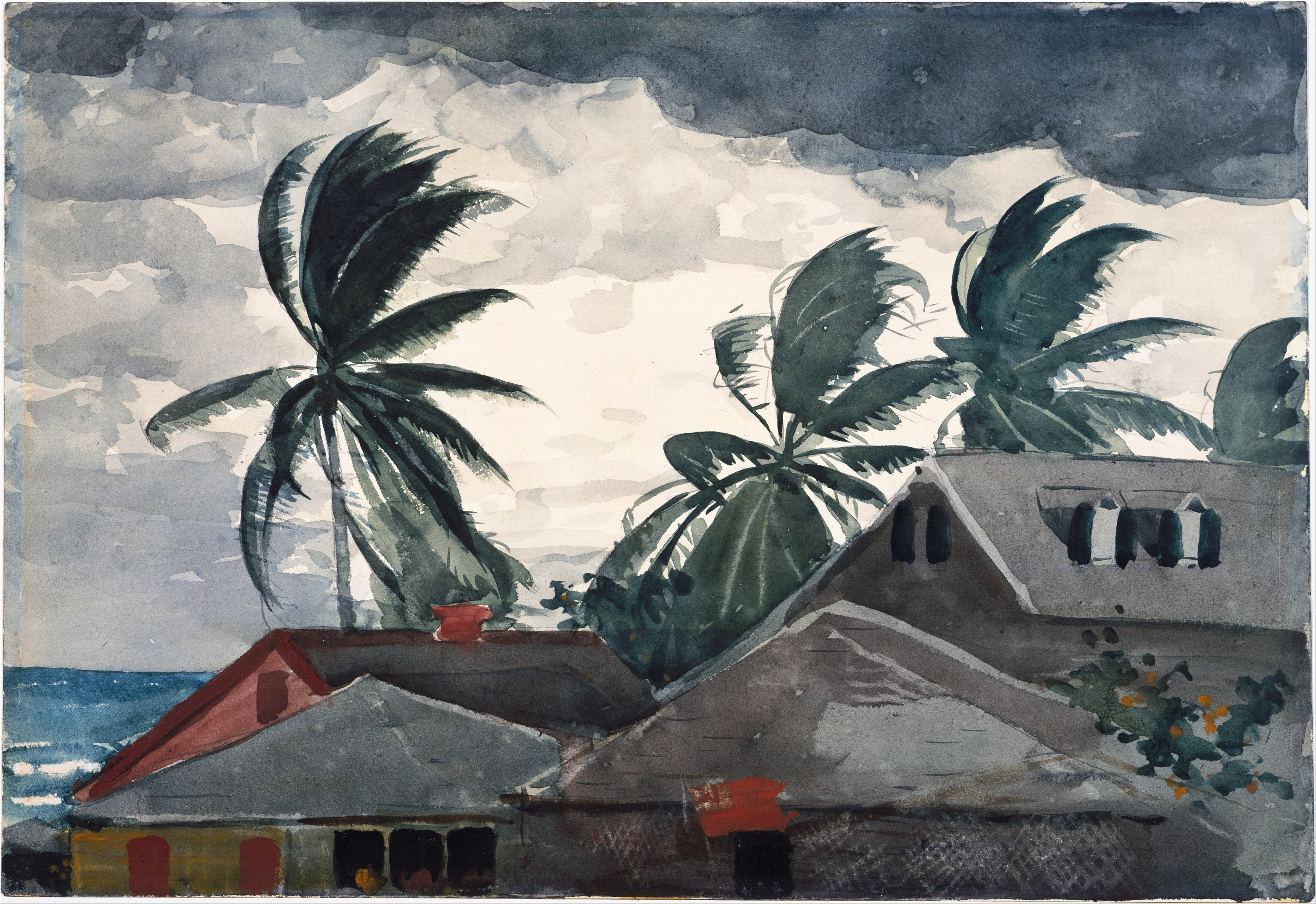
Hurricane, Bahamas, 1898 (36,7 × 53,5 cm)
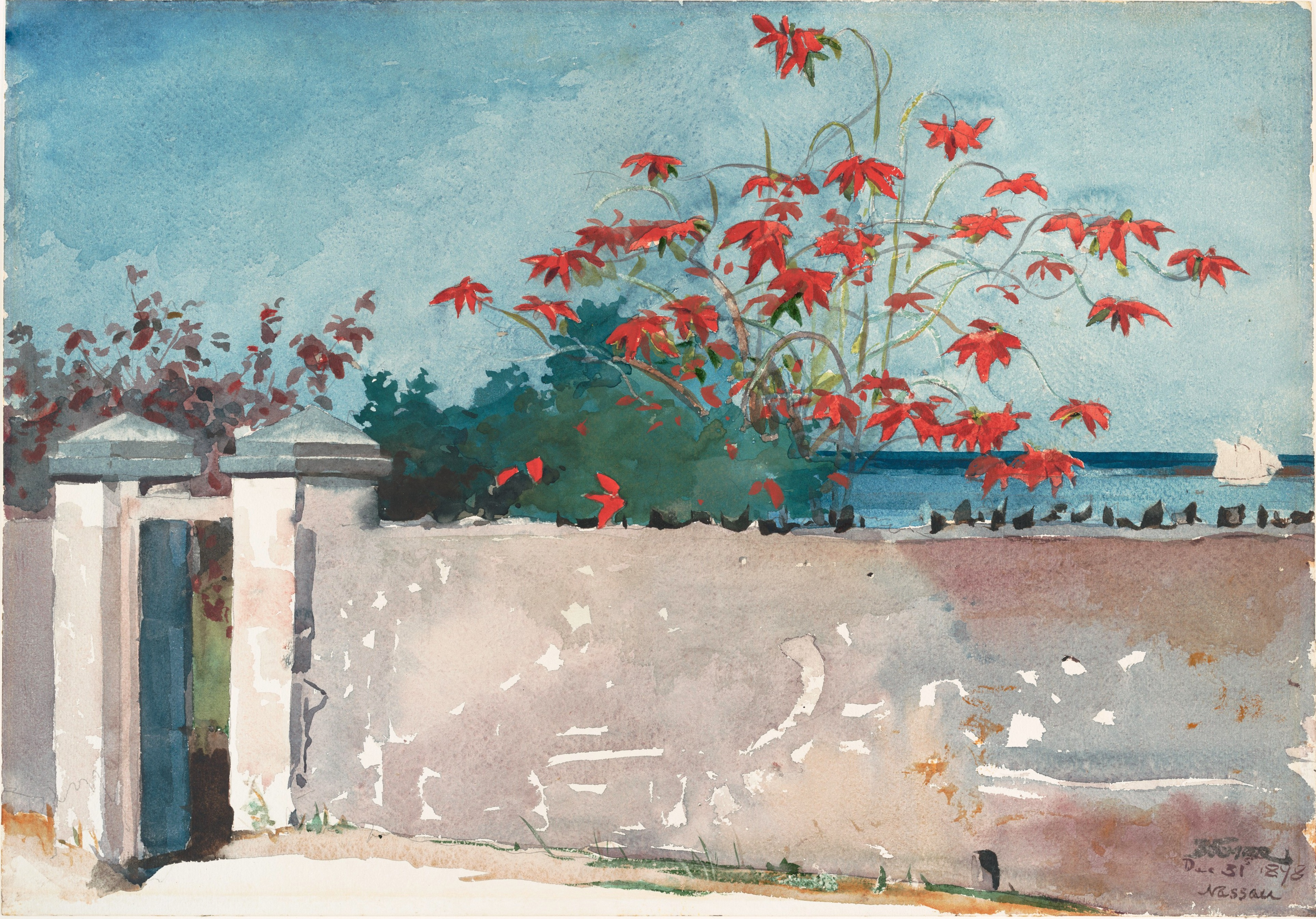
A Wall, Nassau, 1898 (37,8 × 54,3 cm)
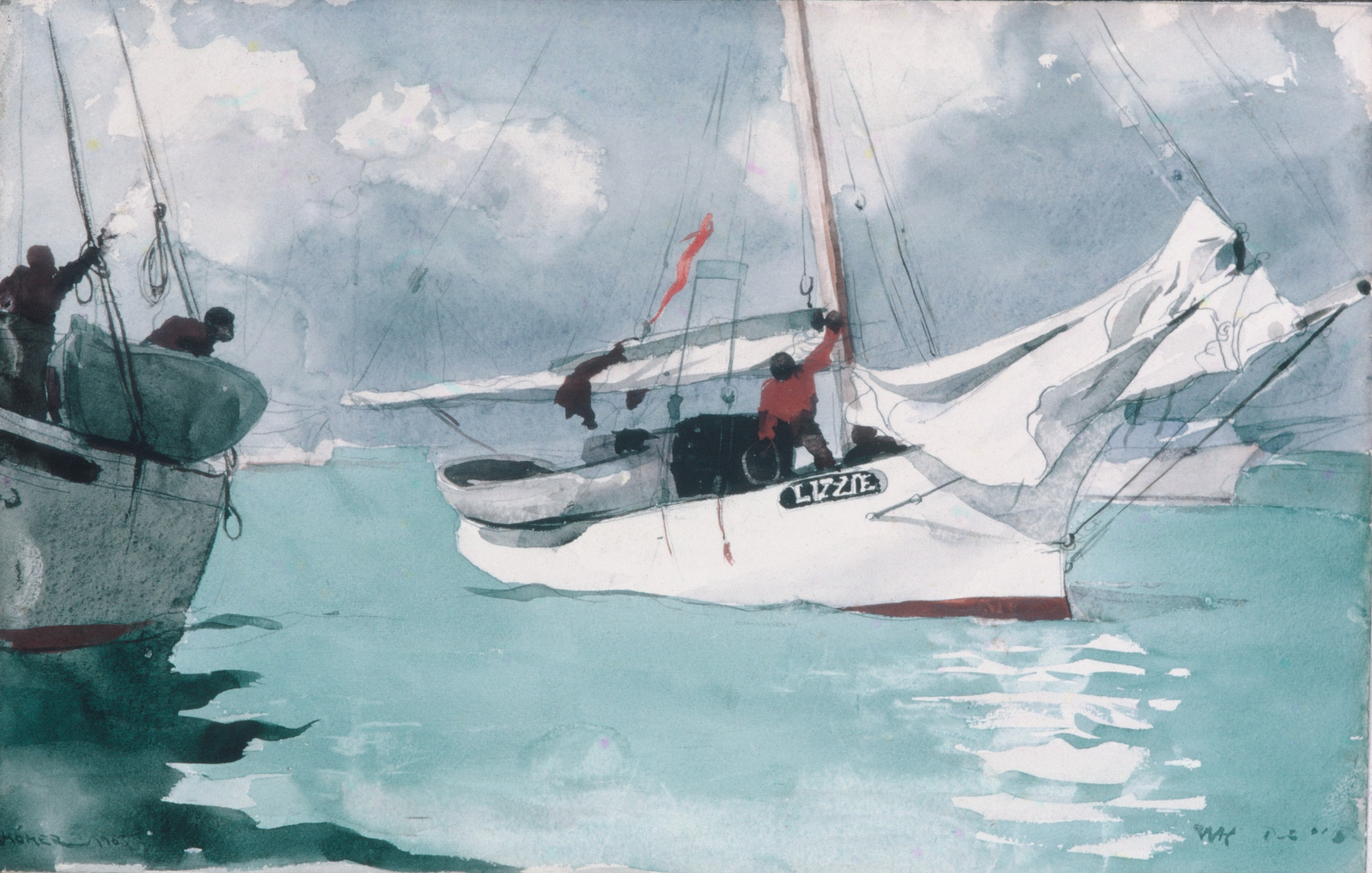
Fishing Boats, Key West, 1903 (35,4 × 55,2 cm)
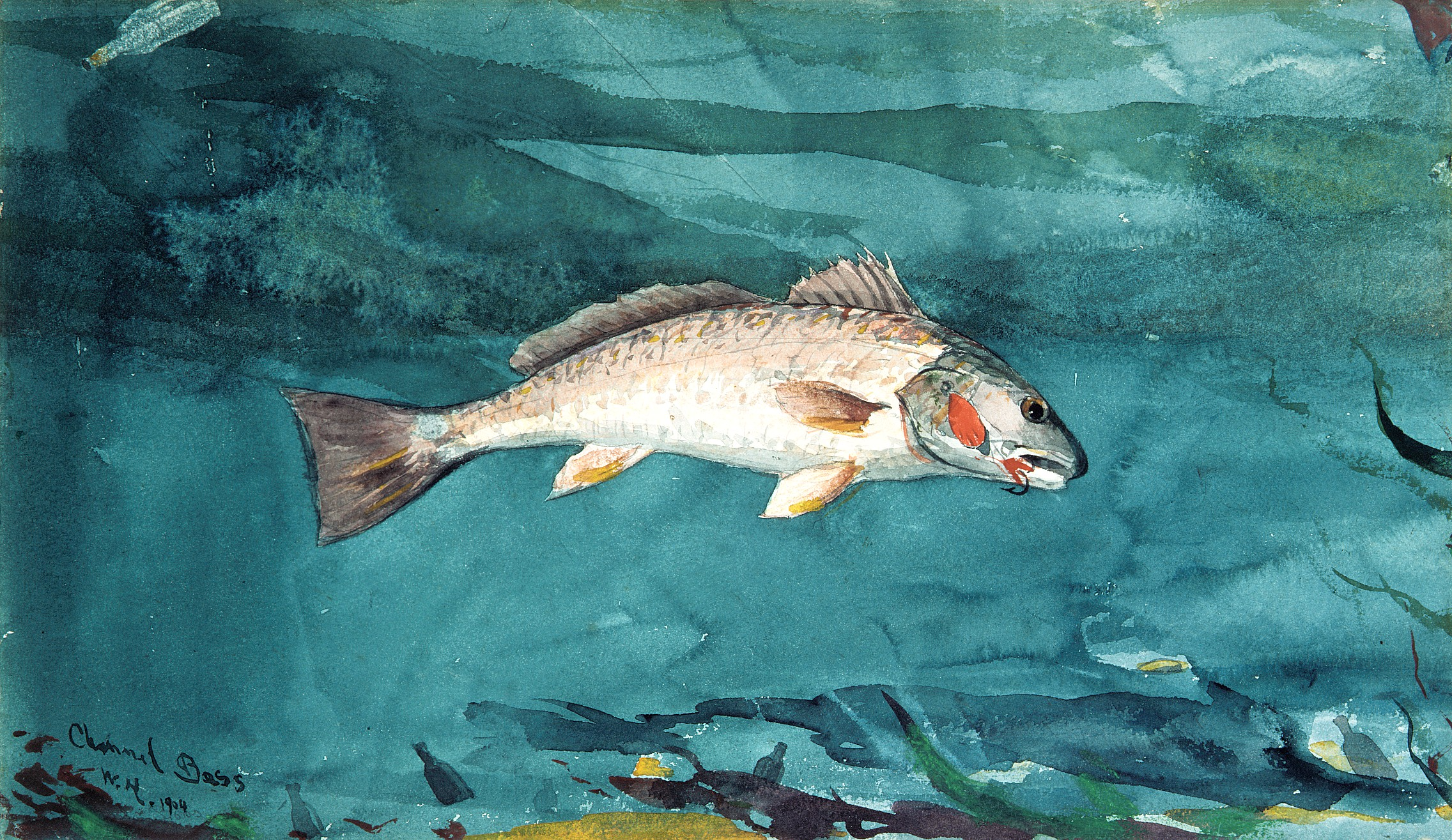
Channel Bass, 1904 (28,6 × 49,2 cm)

## Aus dem Familienalbum

Wohnhaus mit Atelier
Spaziergang auf Prouts Neck. Winslow, sein Vater und Hund Sam
Drei Generationen in Prouts Neck 1896
Ein guter Fang – Winslow und sein Bruder Charles S. nach einer Angeltour
Homer erteilt seinem Hausdiener Lewis eine spontane Lehrstunde in Kunst
In seinem Atelier – Auf der Staffelei das Gemälde Gulf Stream